# Aeroportul Internațional Greater Moncton
Aeroportul Internațional Greater Moncton (IATA: YQM, ICAO: CYQM) este un aeroport din Noul Brunswick, Canada ce deservește zona Moncton. Aeroportul a fost tranzitat în 2023 de 600.121 de pasageri. A fost numit după zona deservită.
Situat la o altitudine de 65 m, aeroportul dispune de o singură pistă.